# Saint-Denis-de-Brompton
Ne doit pas être confondu avec Saint-Denis ou Saint-Denis-sur-Richelieu.
Saint-Denis-de-Brompton est une municipalité dans la municipalité régionale de comté de Le Val-Saint-François, dans la région administrative de l'Estrie, au Québec (Canada).

## Histoire

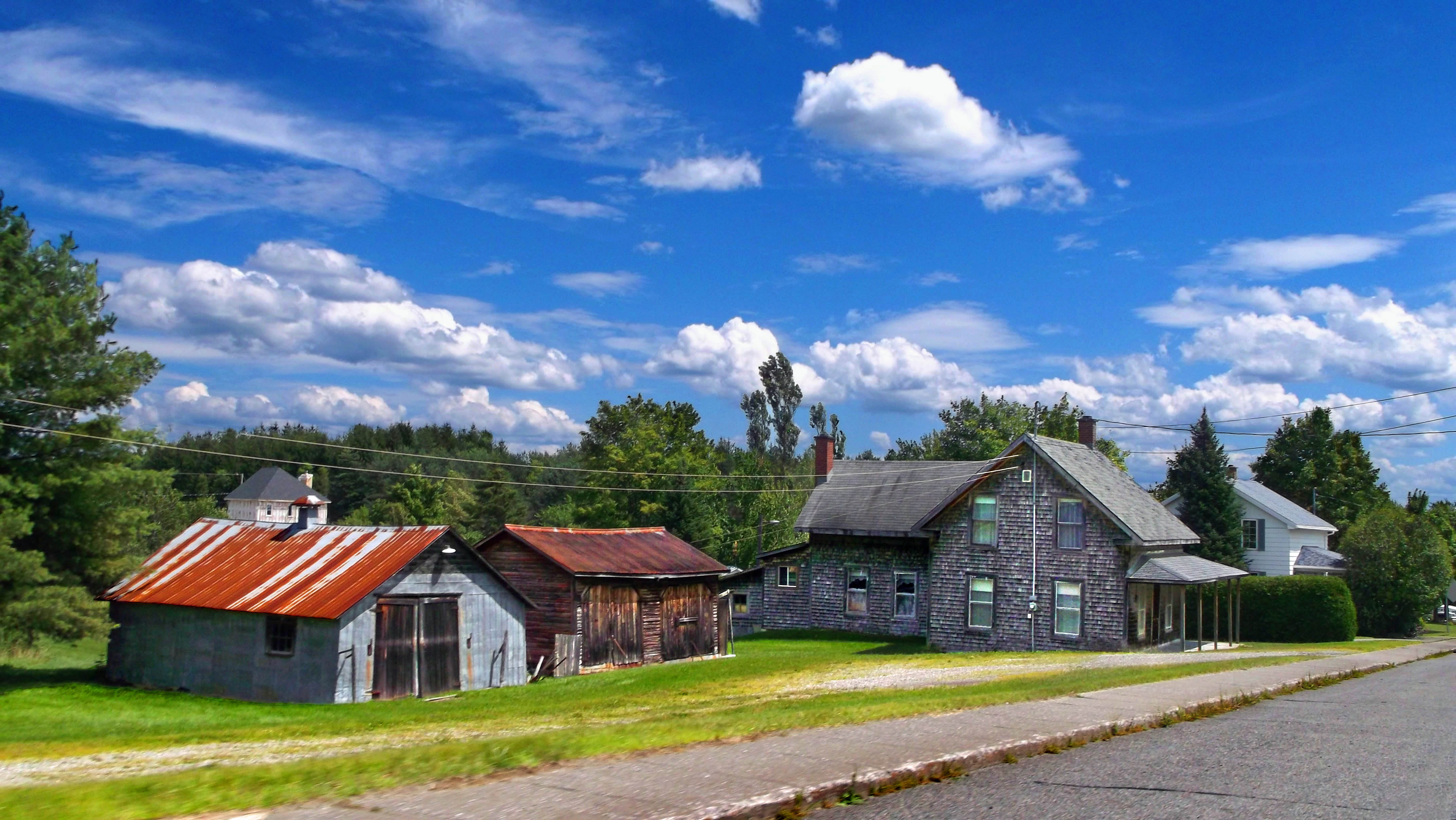
Vieux bâtiments à Saint-Denis-de-Brompton.

Région encore peu fréquentée au début du XIXe siècle, le canton de Brompton est proclamé en 1801 sur les terres du comté du Buckinghamshire. La paroisse de Saint-Denis-de-Brompton est fondée dans ce canton en 1922. Son nom rend hommage à l'abbé Joseph-Denis Bellemare, curé de Saint-François-Xavier-de-Brompton. Le 6 mars 1935, la municipalité de paroisse de Saint-Denis-de-Brompton est créée par détachement des municipalités de Brompton, Orford, Saint-François-Xavier-de-Brompton et Saint-Élie-d'Orford. La paroisse est quant à elle érigée canoniquement en 1940.
Le 17 novembre 2012, Saint-Denis-de-Brompton change de statut pour passer de municipalité de la paroisse à municipalité. De nos jours, Saint-Denis-de-Brompton est un lieu de villégiature important dans la région, notamment en raison des lacs qu'on y retrouve[réf. nécessaire].[style à revoir]
En 2021, à la suite d'un référendum, la ville a mis de l’avant un projet d’installation d’aqueduc et d’égouts dans les secteurs du Petit lac Brompton et du lac Desmarais. Ce projet inclut entre autres un emprunt de 31M$.

## Géographie
Saint-Denis-de-Brompton couvre un territoire de plus de 70 kilomètres carrés. Presque l’entièreté du territoire de la municipalité est boisé. La Rivière au Saumon, émissaire du lac Brompton, nait dans le nord-ouest de la municipalité. On y retrouve entre autres lacs : le petit lac Brompton, le lac Montjoie, le lac Caron et le lac Desmarais. La population se concentre dans le noyau villageois à la jonction de la route 249 et de la route 222 ainsi qu'autour des différents lacs.

## Démographie
| 1991  | 1996  | 2001  | 2006  | 2011  | 2016  | 2019  | 2021  |
| ----- | ----- | ----- | ----- | ----- | ----- | ----- | ----- |
| 2 112 | 2 289 | 2 574 | 3 090 | 3 402 | 4 054 | 4 385 | 4 594 |

## Administration
Les élections municipales se font en bloc et suivant un découpage de six districts.
| Saint-Denis-de-Brompton Maires depuis 2003                                                                           |                     |                    |          |
| Élection | Maire               | Qualité            | Résultat |
| 2003 | Mike Doyle          |                    | Voir     |
| 2005 | Mike Doyle          | Voir               |          |
| 2009 | Claude Boucher      |                    | Voir     |
| 2013 | Mike Doyle (2)      | Décédé en fonction | Voir     |
| 2013 | Jean-Luc Beauchemin |                    | Voir     |
| 2017 | Jean-Luc Beauchemin | Voir               |          |
| 2021 | Daniel Veilleux     |                    | Voir     |
| Élection partielle en italique Depuis 2005, les élections sont simultanées dans toutes les municipalités québécoises |                     |                    |          |

## Attraits
L'église de Saint-Denis-de-Brompton possède des vitraux fabriqués par un groupe de citoyens assisté d'un maître vitrier fait à partir de l'église en papier de Claude Lafortune,.

## Personnalités notables
- Gaétan Proulx, évêque
- Claude Boucher, député et maire
- Tristan Malavoy, écrivain